# فرشته‌کوسه آفریقایی
فرشته‌کوسه آفریقایی (نام علمی: Squatina africana) نام یک گونه از سرده فرشته‌کوسه‌سانان است.